# Två fisk - En fläsk
Två fisk - En fläsk är Två fisk och en fläsks första studioalbum som utgavs av Nonstop Records år 1998. Albumet innehåller deras tolkning av den franska sången Douce Dame Jolie. De har valt att korta ner titeln till Douce Dame. Den mest kända låten från albumet är Styvmodern.

## Låtlista
1. Introitus
2. Douce Dame
3. Im Meyen Secundum
4. Näcken
5. Mit Ganczem Willem
6. In Kommer Räven
7. Båten
8. Liten Pojk
9. Saltarello
10. Varulven
11. Styvmodern
12. Bonden Och Räven
13. Grå/Reinlender
14. Postludium